# Kleine Weinvierteltour
Der Begriff Kleine Weinvierteltour bezeichnet eine etwa 180 km lange Route für eine Rundfahrt durch das östliche Weinviertel in Niederösterreich.
Daneben gibt es auch die klassische Weinvierteltour, die mit 260 km durch das östliche niederösterreichische Waldviertel und das westliche Weinviertel verläuft.

## Routenbeschreibung

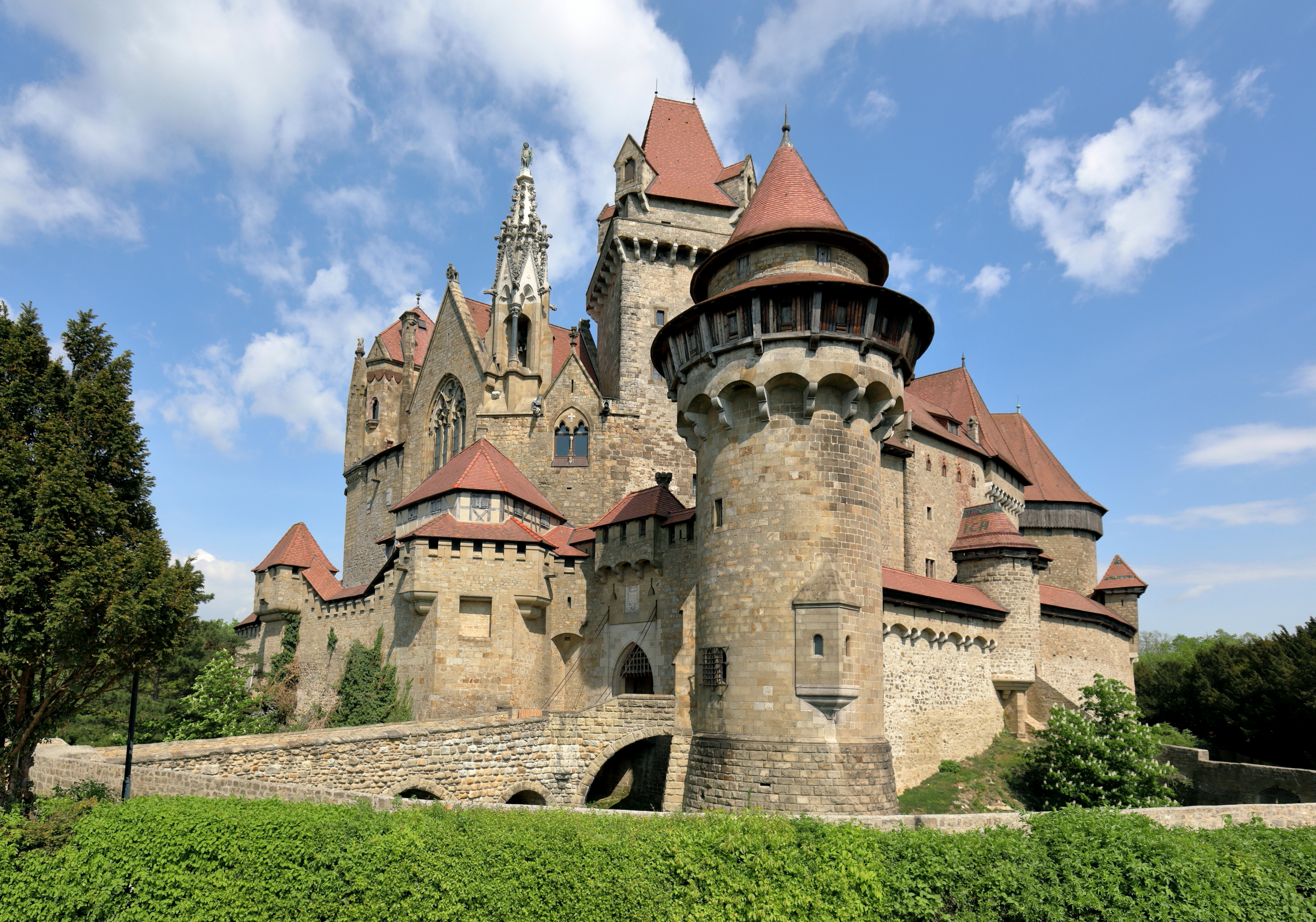
Burg Kreuzenstein

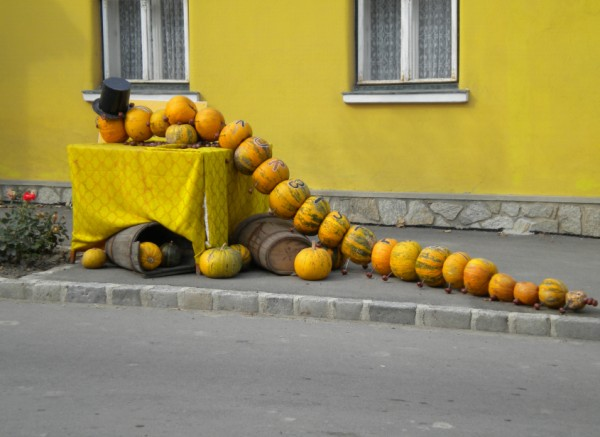
Kürbisfest in Zellerndorf

Die Tour beginnt in Stockerau, der größten Stadt des Weinviertels, die auch eines der wirtschaftlichen, kulturellen und touristischen Zentren im Nahbereich von Wien ist.
Die Route führt zunächst in südöstlicher Richtung vorbei an der Burg Kreuzenstein nach dem etwa 10 km entfernten Korneuburg mit Resten der alten Stadtmauer aus dem 13. Jahrhundert und dem neugotischen Rathaus, das dem mittelalterlichen Stadtturm angegliedert ist und wegen seiner besonderen Ausstattung gerne für Trauungen genutzt wird.
Über den Heurigenort Hagenbrunn erreicht man nach etwa 18 km die Stadt Wolkersdorf im Weinviertel. Hier befindet sich ein großes Industriegebiet mit dem Sitz namhafter Firmen.
Die Route führt weiter nach dem 27 km entfernten Mistelbach, das nicht nur durch einige Bauwerke aus dem Mittelalter, sondern auch durch das Hermann-Nitsch-Museum und das internationale Messweinarchiv von Bedeutung ist. Nach weiteren 24 km erreicht man die Industrie- und Grenzstadt Laa an der Thaya unmittelbar an der Grenze zur Tschechischen Republik.
Nun folgt mit 44 km der längste Streckenabschnitt auf der B45 durch das Pulkautal nach Pulkau. Hier und abwechselnd in weiteren 4 Orten in der Umgebung findet seit 1993 jährlich im Oktober das Kürbisfest im Retzer Land statt.
Von hier aus sind es über Eggenburg und Maissau 27 km nach Ziersdorf bis man nach weiteren 29 km wieder den Ausgangspunkt erreicht.
Koordinaten: 48° 23′ N, 16° 13′ O